# 신 아라비아 야화

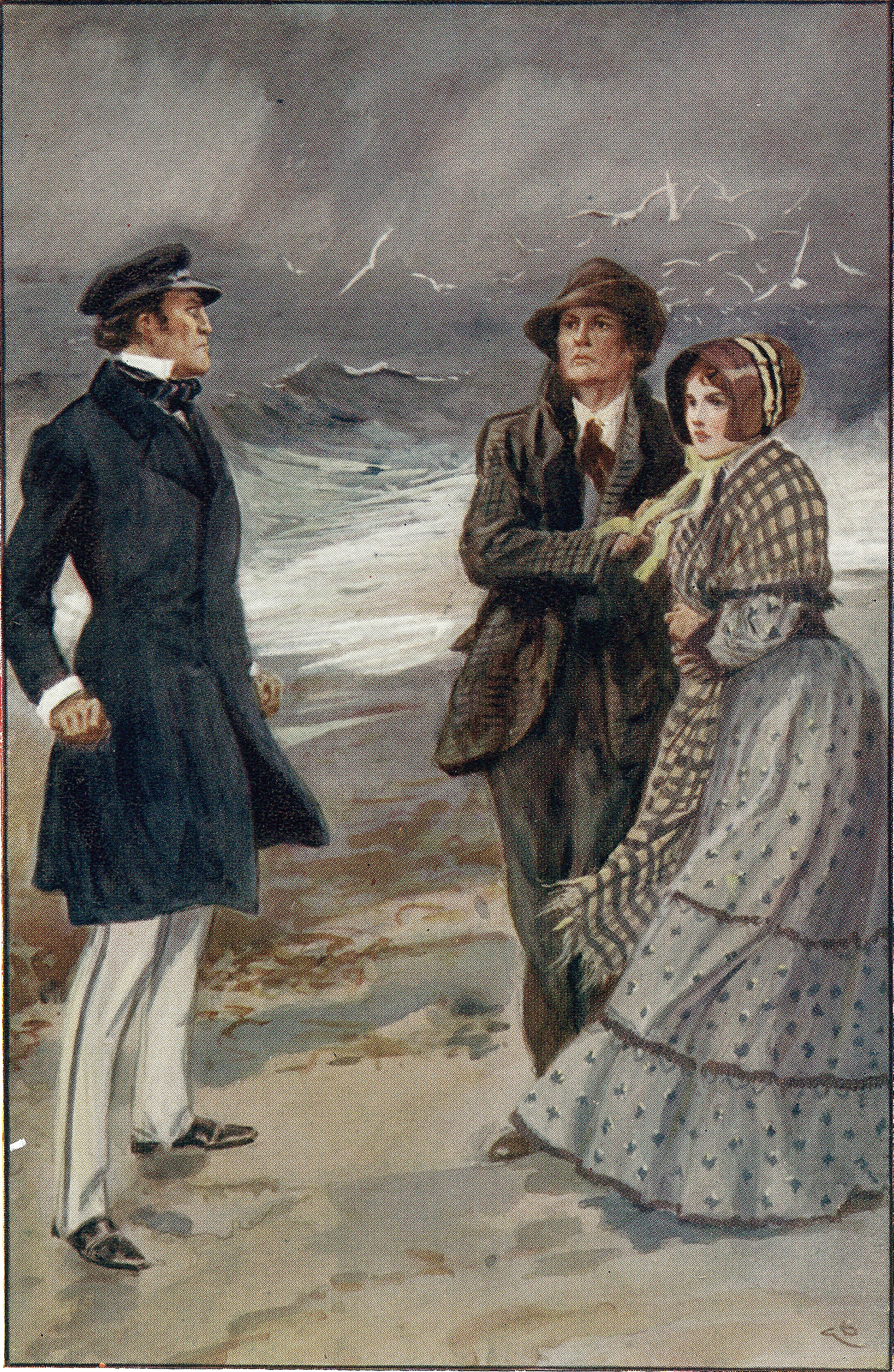

신 아라비아 야화(New Arabian Nights, 1882년)는 로버트 루이스 스티븐슨 작 단편집이다.
아라비아 야화풍(風)의 공상적 전기(傳記)이야기를 19세기 런던을 무대로 전개한 작품집이다. <자살 그룹>과 <영주의 다이아몬드><하룻밤의 숙박> 등이 실려 있다. 음산한 정경묘사와 호기심을 돋구는 말씨에 재능이 보인다.